# 920年代
920年代（きゅうひゃくにじゅうねんだい）は、西暦（ユリウス暦）920年から929年までの10年間を指す十年紀。

## できごと

### 924年
- アゼルスタンが全イングランドの王として即位（ - 939年）

### 926年
- 契丹（遼）が渤海を滅ぼす。

### 928年
- ジャワ東部にクディリ朝が成立。

### 929年
- 後ウマイヤ朝のアブド・アッラフマーン3世がカリフを称し、東西にカリフが分立する。